# Gereformeerde Kerken
De Gereformeerde Kerken is een kerkgenootschap dat op 5 oktober 2024 is ontstaan uit een fusie van De Gereformeerde Kerken in Nederland (DGK) en Gereformeerde Kerken Nederland (GKN).
Dit kerkverband moet niet verward worden met de Gereformeerde Kerken in Nederland, een kerkverband dat in 2004 is opgegaan in de Protestantse Kerk in Nederland.

## Geschiedenis
De voorlopers van de Gereformeerde Kerken, De Gereformeerde Kerken in Nederland (DGK) en Gereformeerde Kerken Nederland (GKN), komen allebei voort uit de voormalige Gereformeerde Kerken vrijgemaakt, waarvan zij allerlei ontwikkelingen afkeurden. Op zaterdag 5 oktober 2024 vergaderden de synodes van beide kerkverbanden in Harderwijk waar de fusie tot stand kwam.

## Belijdenis
De Gereformeerde Kerken onderschrijft officieel de oecumenische credo's - de Apostolische geloofsbelijdenis, de Geloofsbelijdenis van Nicea-Constantinopel en de Geloofsbelijdenis van Athanasius - evenals drie gereformeerde belijdenisgeschriften: de Nederlandse Geloofsbelijdenis, de Heidelbergse Catechismus, en de Dordtse Leerregels.

## Liturgie
Binnen de Gereformeerde Kerken wordt de Herziene Statenvertaling gebruikt in de zondagse erdiensten. In de diensten worden voornamelijk psalmen gezongen uit de berijming die in het Gereformeerd Kerkboek staat. In enkele kerken worden naast de psalmen ook enkele gezangen gezongen.

## Kerkorde
De Gereformeerde Kerken gebruiken (net als andere gereformeerde kerken in Nederland) een gemoderniseerde versie van de kerkorde die op de synode van Dordrecht in 1618-1619 is vastgesteld. 